# (7628) Evgenifedorov
(7628) Evgenifedorov (1977 QY) – planetoida z pasa głównego asteroid okrążająca Słońce w ciągu 4,4 lat w średniej odległości 2,68 j.a. Odkryta 19 sierpnia 1977 roku.